# Eagle River (Cook Inlet)
Der Eagle River (englisch für „Adler-Fluss“) ist ein etwa 97 km langer Zufluss des Cook Inlet im Süden des US-Bundesstaates Alaska.

## Flusslauf
Der Eagle River wird vom Eagle-Gletscher in den Chugach Mountains auf einer Höhe von etwa 600 m gespeist. Er durchfließt nach 3,5 km einen einen Kilometer langen Gletscherrandsee. Er setzt im Anschluss seinen Kurs nach Westen fort. Auf Höhe von Flusskilometer 46 befindet sich einen Kilometer vom rechten Flussufer entfernt der Eagle River Nature Center (⊙), ein von einem lokalen Verein betriebenes Besucherzentrum des Chugach State Parks. Bei Flusskilometer 26,8 mündet der South Fork Eagle River von Süden kommend in den Fluss. 22 Kilometer oberhalb der Mündung befindet sich am rechten Flussufer die Gemeinde Eagle River, die Teil der Stadt Anchorage ist. Bei Flusskilometer 18 kreuzt der Glenn Highway (Alaska Route 1) den Flusslauf. Auf seinen letzten 7,5 Kilometern durchquert der Fluss die Eagle River Flats, ein Feuchtgebiet an der Südostküste des Knik Arm, eine Bucht des Cook Inlet.

## Hydrologie
Am Pegel bei Eagle River, 19 km oberhalb der Mündung, beträgt der mittlere Abfluss (MQ) für die Messperiode 1965/1981 15 m³/s. Im Juli und im August führt der Eagle River gewöhnlich die größte Wassermenge mit mittleren monatlichen Abflüssen von 49 und 46 m³/s.

## South Fork Eagle River
Der South Fork Eagle River ist ein 23,7 km langer linker Nebenfluss des Eagle River. Er bildet den Abfluss eines kleineren etwa 1200 m hoch gelegenen Gletscherrandsees unterhalb der Gletscherzunge des Flute-Gletschers. Er fließt anfangs nach Westen zum 
Eagle Lake, den er durchfließt. Anschließend wendet sich der South Fork Eagle River in Richtung Nordnordwest. Auf den letzten 5 Kilometern fließt der South Fork Eagle River nach Norden und trifft auf den Eagle River.